# Бурмистров, Дмитрий Александрович
Дми́трий Алекса́ндрович Бурми́стров (14 октября 1983, Тула, СССР) — российский футболист, нападающий.

## Карьера
В 2007 году играл в составе ростовского клуба «СКА», в первом дивизионе сыграл 15 игр, забил 4 гола, заработал 1 жёлтую карточку.
В 2009 году играл в составе белгородского клуба «Салют», сыграл в 6 матчах, после чего, 20 августа, был отзаявлен.
В 2010 году выступал за московское «Торпедо». Во втором дивизионе зоны «Центр» сыграл 25 игр, забил 10 голов, заработал 7 желтых карточек. В 2011 году играл в составе белгородского клуба «Салют», во втором дивизионе зоны «Центр» сыграл 36 игр, забил 12 голов, заработал 8 желтых карточек.

## Достижения
- Победитель второго дивизиона зоны «Центр» (1): 2011/12